# Google App Engine
Google App Engine és un entorn de treball per a aplicacions web ubicada al núvol per a desenvolupar i allotjar aplicacions web en centres de dades de l'empresa Google. Les aplicacions s'executen en diversos servidors i la Google App Engine ofereix escalat automàtic de recursos quan l'aplicació així ho necessiti, per exemple quan augmenti la demanda. El servei de l'App Engine és gratuït fins a un llindar donat, i si se supera hi ha un cost incremental.

## Característiques
- Llenguatges de programació: Python, Java (i per extensió. Groovy, JRuby, Scala, Clojure), Go i PHP. Node.js també és disponible a l'entorn flexible. C# també està suportat.
- Els entorns de programació web en Python inclouen Django, CherryPy, Pyramid, Flask, web2py i webapp2.
- La base de dades integrada es Google Cloud Datastore és de tipus SQL.
- Quotes de servei gratuït :

| Servei                            | Límit per dia    |
| --------------------------------- | ---------------- |
| Hores de programari Backend       | 9 hores          |
| Hores de programari Frontend      | 28 hores         |
| Emails                            | 100 (5000 admin) |
| Dades d'entrada                   | 1 GB             |
| Dades de sortida                  | 1 GB             |
| Dades emmagatzemades              | 1 GB             |
| Lectures de dades                 | 50.000           |
| Escriptures de dades              | 20.000           |
| Esborrats de dades                | 20.000           |
| Emmagatzematge d'arxius           | 1 GB             |
| Dades en registres                | 1 GB             |
| Dades emmagatzemades en API       | 250 MB           |
| Dades de reserca en API           | 100 minuts       |
| Dades d'emmagatzematge Blob       | 5 GB             |
| API XMPP enviat                   | 10.000           |
| Canals API                        | 100 canals       |
| Sockets creats                    | 864.000          |
| Dades de Sockets enviats i rebuts | 20 GB/s          |
| Crides API per dia                | 657.084          |